# Kim Ghattas
Kim Ghattas (Beiroet, 1977) is een Libanese journalist die vanuit Beiroet voor The Atlantic schrijft. Daarnaast is ze verbonden aan het Institute of Global Politics van de Columbia-universiteit.

## Biografie
Kim Ghattas groeide op in Libanon tijdens de Libanese Burgeroorlog. Ze heeft een Libanese vader en een Nederlandse moeder. Ze werkte als correspondent Arabische Wereld voor De Volkskrant, de Financial Times en de BBC. Vanuit haar werk voor de BBC volgde ze vanaf 2009 vier jaar lang Hillary Clinton en schreef over deze periode het boek The Secretary: A Journey with Hillary Clinton from Beirut to the Heart of American Power.
In 2020 verscheen haar boek Black Wave: Saudi Arabia, Iran, and the Forty-Year Rivalry That Unraveled Culture, Religion, and Collective Memory in the Middle East over de rivaliteit tussen Iran en Saoedi-Arabië in het Midden-Oosten. Volgens de krant The Guardian vermijdt het boek "oriëntalistische clichés kent [het] Arabieren en moslims niet alleen slachtofferrol toe, maar ook een rol." The New York Times nam het boek later dat jaar op in hun lijst "100 Notable Books of 2020."